# Maurits Van Hoeck
Maurits van Hoeck (Hoogstraten, 30 september 1890 – Antwerpen, 1 augustus 1950) was een Belgisch dichter, schrijver, componist, vertaler en recensent.

## Biografie
Maurits Van Hoeck studeerde aan het Klein Seminarie in Hoogstraten en studeerde als priester af aan het Groot Seminarie in Mechelen. Hij droeg zijn eerste mis op in de Sint Amandskerk in Antwerpen in 1916 en werd dan enkele jaren leraar aan het Sint-Stanislascollege te Berchem. In 1919 werd hij onderpastoor van de Sint-Guibertuskerk in Schilde en belast met de heropbouw van de door de oorlog zwaar beschadigde kerk. Van 1924 tot 1932 werd hij onderpastoor van de Onze-Lieve-Vrouw-ten-Hemel-Opgenomen in Schilde. 
In 1932 werd Maurits Van Hoeck benoemd tot pastoor van de Sint Walburgiskerk te Antwerpen. Als lid van de Pelgrimbeweging ijverde hij voor de vernieuwing van religieuze kunst in Vlaanderen. Hij was de motor achter de bouw van de nieuwe Sint Walburgiskerk te Antwerpen, een prachtige modernistische zaalkerk die voltooid werd in 1938 naar een ontwerp van kunstschilder-bouwmeester Flor Van Reeth, ook een lid van de Pelgrimbeweging.
Hij was een sociaal bewogen priester en dat engagement vertaalde zich in een zeer actieve deelname aan het Katholieke middenveld: stichter-bestuurder van het Ziekenapostolaat, proost van de Schoolpenning voor het Katholiek Vlaams Onderwijs, gewestelijk bestuurder van het CJOM, de Christelijke Jeugdorganisatie voor Meisjes en de voorloper van het VKAJ, de Vrouwelijke Katholieke Arbeidersjeugd, waar hij proost van was.

## Literair werk
Ondanks een zwakke gezondheid was Van Hoeck een energiek man die naast zijn drukke pastoorsleven veel schreef en publiceerde zonder echter gericht te werken aan de opbouw van een literair oeuvre. Hij vestigde zijn reputatie met de verzenbundel De Eenige Tocht en het bekroonde Schoonheidsvizioenen, een lyrisch verslag van een reis naar Italië. Thema’s die steeds terugkomen in zijn werk zijn de kracht van zijn geloof, schoonheid van natuur en mens, lijden en medeleven. Hij droeg verschillende gedichten op aan zijn moeder en aan zijn broer Frans die voor België stierf tijdens de Eerste Wereldoorlog. Veel van zijn werk  werd gepubliceerd in kranten, weekbladen en literaire tijdschriften. Een tweede verzenbundel lag ter perse toen hij overleed. Op initiatief van vrienden werd deze bundel Stille Hulde in 1950 uitgegeven.
De creativiteit van Maurits van Hoeck ging alle richtingen uit: hij werkte als tekstdichter voor bekende componisten als Renaat Veremans en Lodewijk De Vocht, schreef toneelstukken en werkte samen met het Vlaamse Volkstoneel,  publiceerde cursiefjes en een populair werk over ziekenapostolaat en een aantal familiegerichte toneelstukjes waar Kerstmis centraal stond. Hij werkte als literair recensent o.a. voor Dietsche Warande en De Standaard en stond hoog aangeschreven als vertaler van het werk van Duitse christelijke auteurs o.a. Peter Dorfler.
De toespraken die gehouden werden ter gelegenheid van het 25-jarig priesterschap van Maurits Van Hoeck geven een duidelijk beeld van hoe gedreven en creatief hij was. In de toespraken werd nadrukkelijk verwezen naar Hoogstraten.

## Overlijden en hulde
Na zijn overlijden bracht de Vereniging van Kempische Schrijvers een eerbetoon aan hem op hun jaarvergadering van 1950. Maurits Bilcke droeg een zestal gedichten op waarvan "het ontroerende Kerstnacht en de Ballade van de Boerenkrijg diep insloegen". Letterkundige Paul Hardy schreef een In Memoriam dat mooi de mens en de auteur die Maurits Van Hoeck was omschreef. Deze tekst verscheen integraal op de voorpagina van de Gazet Van Hoogstraten van 18 november 1950. De redactie vroeg daarbij aan het gemeentebestuur om een gedenkplaat aan het geboortehuis van Maurits van Hoeck te plaatsen: "alzo zou Hoogstraten één zijner beste zonen weer in het brandpunt van de belangstelling kunnen plaatsen".

## Werken
- De ijzer, zanggedicht. (1918)
- De Eenige Tocht, verzenbundel. (1920)
- Schilde, parochie en kerk, feestpublicatie inzegening kerk (1922).
- Miriam van Magdala, toneelstuk/evangeliespel (1923)
- Caius Valerius Germanus, toneelstuk (1925)
- Schoonheidsvizoenen, Reisindrukken uit Italië,  reisverhaal, geïllustreerd (1928).
- Door de Dagen (1929).
- Biddend het Onze Vader. Publicatie in dichtvorm.
- Pelgrimsdagen. Bedevaart Lourdes.
- Snapshots. Cursiefjes (1932).
- Getuigenissen van Zieken. Getuigenissen rond ziekenapostolaat (1933)
- Rozenkrans voor zieken en Kruisweg album.
- Kerstverhalen: Een Kerstgeschenk. Toneelschets voor kinderen (1923), Het Heilige Vertelsel. Kerstspel (1929), De Heilige Tocht. Kerstspel (1939), Drie Kerstspeelkes. Drie Kerstspellen, Het verhaal van den Stillen Nacht.
- Stille Hulde, verzenbundel (1950).
- Gedichten, teksten, recensies verschenen in o.a. Dietsche Warande en Belfort, De Standaard, De Pelgrim.
- Brieven: 18 brieven in diverse collecties vermeldt door Letterenhuis. Correspondentie o.a. met Joris Lannoo, Frans Van Immerseel, Emmanuel De Bom, Frans Van Cauwelaert.
- Vertalingen: o.a. Het Gebed des Heeren. G. Strobele (1927), Bevrijdend Geloof . Jozef Thomé (1937), Nu en Morgen. Faulhaber (1936), Toen Moeder nog Leefde. Peter Dorfler (1940), Juffrouw Theresia. H.Federer, Lijdensschool. Keppler.